# Roger Odrzutowiec
Roger Odrzutowiec (ang. Roger Ramjet) – amerykański komediowy serial animowany z lat 1965–1969. W USA był emitowany przez NBC.

## Opis fabuły
Serial opowiada o przygodach patriotycznego superbohatera – tytułowego Rogera Odrzutowca (ang. Roger Ramjet), który walczy z napotkaną niesprawiedliwością. Melodia do piosenki w czołówce to uproszczona wersja Yankee Doodle.

## Wersja polska
W Polsce serial był emitowany z angielskim dubbingiem i polskim lektorem w TVP Regionalnej (pasmo wspólne) w 1995 roku. Lektorem serialu był Stanisław Heropolitański. Czołówka i tyłówka była opracowana w polskiej wersji wokalnej. 
Serial został wydany na kasetach VHS. Dystrybucja w Polsce: Graf Film International.

## Obsada (głosy)
Angielska wersja językowa:
- Gary Owens – Roger Odrzutowiec
- David Ketchum(inne języki) – narrator
- Paul Shively – Lance Crossfire
- David Ketchum – Spiker
- Dick Beals(inne języki) – Yank oraz Dan
- Joan Gerber – Dee
- Gene Moss – Doodle
- Bob Arbogast(inne języki) – Generał G.I. Brassbottom, Ma Ramjet i inne postacie
- Joan Gerber(inne języki) – Dee, Lotta Love, Jacqueline Hyde
- Jim Thurman(inne języki) – pomniejsze role